# کلمپاو
کلمپاو (به آلمانی: Klempau) یک شهر در آلمان است که در هرتسوگتوم لاونبورگ واقع شده‌است.
 کلمپاو  ۶۲۳ نفر جمعیت دارد.